# Isiura Hiroaki
Isiura Hiroaki (Tokió, 1981. április 23. –) japán autóversenyző, jelenleg a japán Super Formula bajnokságban szerepel a P.mu/cerumo • INGING pilótájaként.

## Pályafutása
Isiura 17 évesen, középiskolás korában kezdett gokartozni, egészen 2002-ig. 2003-tól 2005-ig a Formula Toyota Series-ben szerepelt. 2006-ban debütált a Super GT GT300-as bajnokságában Osima Kazuja csapattársaként. 2007-ben pedig két győzelmével megnyerte a bajnokságot és a következő évet már a GT500-ok mezőnyében kezdhette meg. Itt első nyőzelmét a szuzukai 700 km-es versenyen aratta. 2008-tól szerepelt a Super Formula bajnokságban is. Több dobogót is szerzett mielőtt 2011-ben elhagyta a bajnokságot. Ezalatt a Super GT-ben versenyzett, ahol 2012-ben a bajnokság harmadik helyén végzett, továbbá rendszeresen indult a Nürburgringi 24 órás versenyeken.  A 2014-es esztendőtöl kezdve újra a Super Formulában is szerepelt a P.mu/cerumo • INGING csapat pilótájaként. A visszatérése sikeres volt, hiszen a 2015-ös szezonban nem talált legyőzőre és bajnok lett.

## Eredményei

### Teljes Super Formula eredménylistája
(Táblázat értelmezése)

(Félkövér: pole-pozícióból indult; dőlt: leggyorsabb kört futott) 

| Év   | Csapat                   | 1      | 2      | 3      | 4      | 5      | 6      | 7      | 8      | 9       | 10      | 11    | Helyezés | Pont |
| ---- | ------------------------ | ------ | ------ | ------ | ------ | ------ | ------ | ------ | ------ | ------- | ------- | ----- | -------- | ---- |
| 2008 | Team LeMans              | FUJ 7  | SUZ 13 | MOT 8  | OKA Ki | SUZ 14 | SUZ Ki | MOT 13 | MOT 8  | FUJ 17  | FUJ 16  | SUG 9 | 16.      | 9    |
| 2009 | Team LeMans              | FUJ 11 | SUZ 8  | MOT 3  | FUJ 4  | SUZ 4  | MOT 4  | AUT 5  | SUG 5  |         |         |       | 6.       | 30   |
| 2010 | Team LeMans              | SUZ 10 | MOT Ki | FUJ 6  | MOT 8  | SUG 4  | AUT 3  | SUZ 7  | SUZ 10 | FUJ 13† | FUJ 12† |       | 8.       | 16   |
| 2011 | Team Kygnus Sunoco       | SUZ 8  | AUT 10 | FUJ 6  | MOT 7  | SUZ T  | SUG 2  | MOT 6  | MOT 6  | FUJ 2†  |         |       | 6.       | 17   |
| 2014 | P.mu/cerumo • INGING     | SUZ 3  | FUJ Ki | FUJ 11 | FUJ 4  | MOT 2  | AUT 8  | SUG 6  | SUZ 5  | SUZ 7   |         |       | 5.       | 26   |
| 2015 | P.mu/cerumo • INGING     | SUZ 5  | OKA 1  | FUJ 3  | MOT 1  | AUT 2  | SUG 5  | SUZ 2  | SUZ 4  |         |         |       | 1.       | 51,5 |
| 2016 | P.mu/cerumo • INGING     | SUZ 11 | OKA 1  | FUJ 6  | MOT 3  | OKA1 7 | OKA2 3 | SUG 16 | SUZ1 3 | SUZ2 3  |         |       | 5.       | 27   |
| 2017 | P.mu/cerumo • INGING     | SUZ 4  | OKA 8  | OKA 2  | FUJ 1  | MOT 4  | AUT 4  | SUG 6  | SUZ T  | SUZ T   |         |       | 1.       | 33,5 |
| 2018 | JMS P.mu/cerumo • INGING | SUZ 4  | AUT T  | SUG 11 | FUJ 2  | MOT 1  | OKA 7  | SUZ 11 |        |         |         |       | 3.       | 25   |
| 2019 | JMS P.mu/cerumo・INGING  | SUZ Ki | AUT 9  | SUG 7  | FUJ 7  | MOT 6  | OKA 19 | SUZ 6  |        |         |         |       | 13.      | 10   |

* A szezon jelenleg is zajlik.
† A futam nem számított bele a bajnokságba.
‡ A futamon fél pontokat osztottak.

### Teljes Super GT eredménylistája
(Táblázat értelmezése)

(Félkövér: pole-pozícióból indult; dőlt: leggyorsabb kört futott) 

| Év   | Csapat                 | Autó        | Bajnokság | 1      | 2      | 3      | 4      | 5      | 6      | 7      | 8      | 9     | Helyezés | Pont |
| ---- | ---------------------- | ----------- | --------- | ------ | ------ | ------ | ------ | ------ | ------ | ------ | ------ | ----- | -------- | ---- |
| 2006 | DHG Racing             | Ford GT     | GT300     | SUZ    | OKA    | FUJ    | SEP    | SUG    | SUZ Ki | MOT    | AUT    | FUJ   | –        | 0    |
| 2007 | apr                    | Toyota MR-S | GT300     | SUZ 3  | OKA 1  | FUJ 3  | SEP 1  | SUG 15 | SUZ 14 | MOT 21 | AUT 9  | FUJ 2 | 1.       | 89   |
| 2008 | Team Tsuchiya          | Lexus SC430 | GT500     | SUZ 11 | OKA 11 | FUJ 8  | SEP 4  | SUG 4  | SUZ 14 | MOT 10 | AUT 12 | FUJ 8 | 15.      | 23   |
| 2009 | Lexus Team Kraft       | Lexus SC430 | GT500     | OKA 9  | SUZ 7  | FUJ 5  | SEP 9  | SUG 12 | SUZ 1  | FUJ 7  | AUT 7  | MOT 9 | 9.       | 44   |
| 2010 | Lexus Team Kraft       | Lexus SC430 | GT500     | SUZ 6  | OKA 9  | FUJ 1  | SEP 7  | SUG Ki | SUZ 5  | FUJ T  | MOT 4  |       | 6.       | 45   |
| 2011 | Lexus Team SARD        | Lexus SC430 | GT500     | OKA 13 | FUJ 6  | SEP 13 | SUG 2  | SUZ 5  | FUJ 8  | AUT 15 | MOT 3  |       | 7.       | 40   |
| 2012 | Lexus Team SARD        | Lexus SC430 | GT500     | OKA 9  | FUJ 1  | SEP 4  | SUG 4  | SUZ Ki | FUJ 6  | AUT 5  | MOT 5  |       | 3.       | 57   |
| 2013 | Lexus Team SARD        | Lexus SC430 | GT500     | OKA 8  | FUJ 4  | SEP 2  | SUG 4  | SUZ 9  | FUJ 11 | AUT 7  | MOT 4  |       | 7.       | 49   |
| 2014 | Lexus Team SARD        | Lexus RC F  | GT500     | OKA 4  | FUJ 6  | AUT 11 | SUG 6  | FUJ 12 | SUZ 11 | BUR 7  | MOT 9  |       | 13.      | 24   |
| 2015 | Lexus Team Zent Cerumo | Lexus RC F  | GT500     | OKA 3  | FUJ Ki | CHA Ki | FUJ 2  | SUZ 2  | SUG 10 | AUT 4  | MOT 5  |       | 4.       | 59   |
| 2016 | Lexus Team Cerumo      | Lexus RC F  | GT500     | OKA 6  | FUJ 14 | SUG 3  | FUJ 7  | SUZ 1  | CHA 15 | MOT 6  | MOT 9  |       | 6.       | 52   |
| 2017 | Lexus Team Cerumo      | Lexus LC500 | GT500     | OKA 4  | FUJ 1  | AUT 10 | SUG 13 | SUZ 3  | FUJ 10 | CHA 4  | MOT 3  |       | 4.       | 62   |